# Грёберн
Грёберн (нем. Gröbern) — деревня в Германии, в земле Саксония-Анхальт, в земле Саксония-Анхальт, входит в район Анхальт-Биттерфельд в составе коммуны Мульдештаузе.
Население составляет 619 человек (на 31 декабря 2008 года). Занимает площадь 8,45 км².

## История
Первое упоминание о поселении встречается в документах 12 декабря 1200 года.
1 января 2010 года, после проведённых реформ, Грёберн вошёл в состав новой коммуны Мульдештаузе.

## Галерея

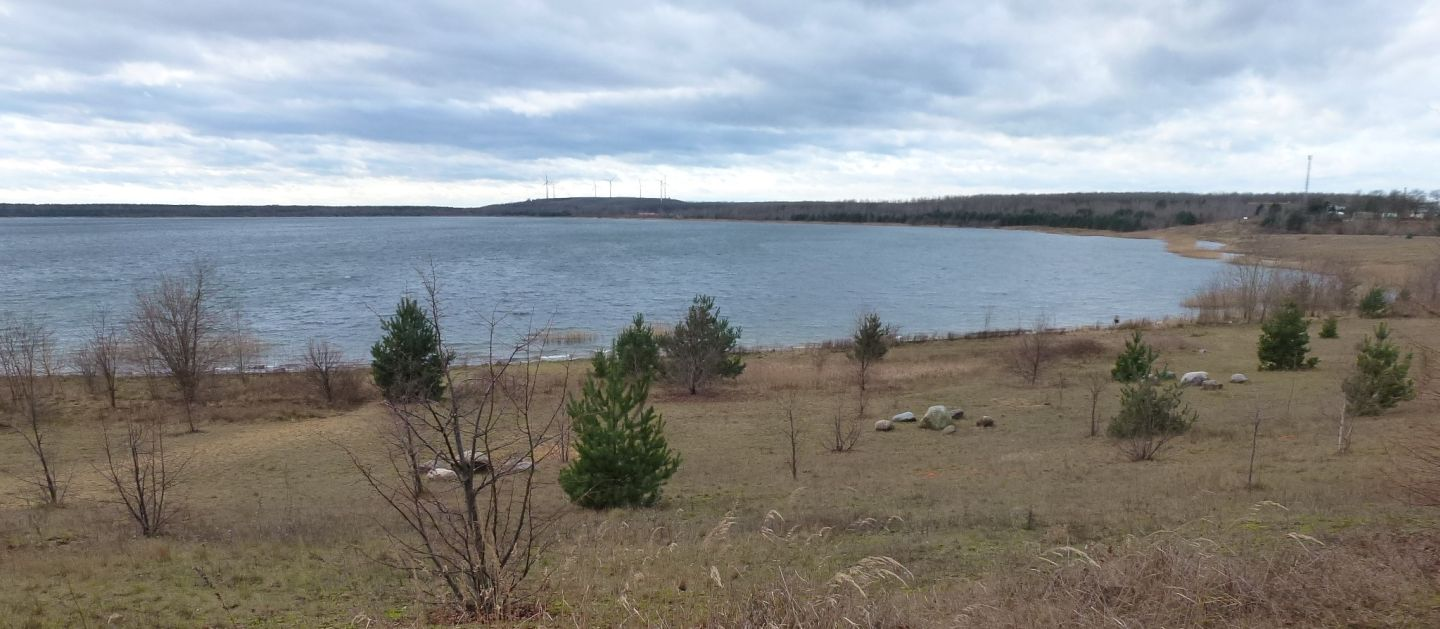
Искусственное озеро Грёбернер
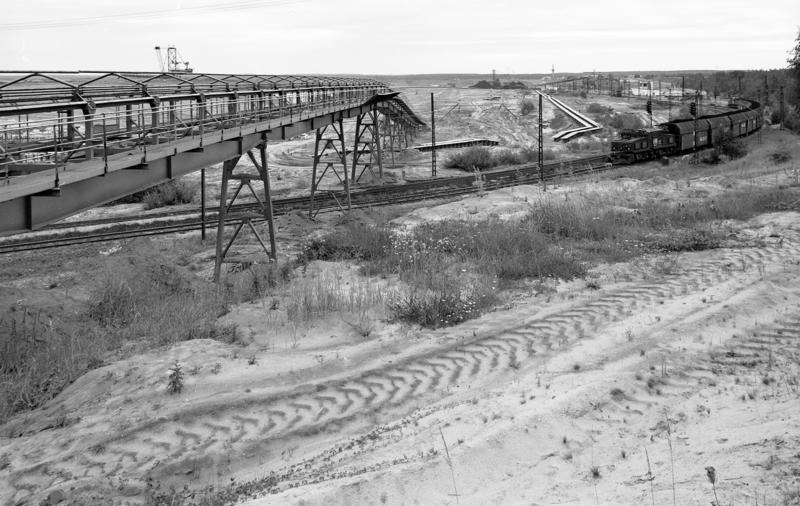
Транспортировка угля из карьера